# Museu Lamborghini
O Museo Lamborghini (traduzido como o Museu Lamborghini) é um museu de automóveis, localizado em Sant'Agata Bolognese, Emília-Romanha, Itália. Inaugurado em 2001, o museu foi criado pela Automobili Lamborghini e aborda a história da marca.